# 6 Pułk Lotnictwa Szturmowego
6 Pułk Lotnictwa Szturmowego (6 plsz) – oddział lotnictwa szturmowego ludowego Wojska Polskiego.

## Formowanie i zmiany organizacyjne
W październiku 1944 roku, w Biełym Kołodcu koło Wolczańska (ZSRR), na bazie radzieckiego 658 Siedleckiego Pułku Lotnictwa Szturmowego, sformowano 6 Pułk Lotnictwa Szturmowego.
Pułk wszedł w skład 2 Dywizji Lotnictwa Szturmowego.
W kwietniu 1945 roku pułk liczył 205 osób, w tym 64 oficerów, 123 podoficerów i 18 szeregowców. W składzie personelu latającego było 32 pilotów i 32 strzelców pokładowych. Na uzbrojeniu jednostki znajdowało się 30 samolotów Ił-2, jeden Ulł-2 i jeden Po-2.
W dniach od 9 do 12 kwietnia 1945 roku pułk przybył transportem kołowym i rzutem powietrznym na lotnisko Ujazd.
23 kwietnia pierwsze grupy personelu technicznego przebazowano samolotami na przyfrontowe lotnisko Kruszwin. W dniu następnym przybył rzut powietrzny pułku.
Po wojnie, 10 maja 6 plsz powrócił do kraju, na lotnisko Ujazd. W październiku 1945 roku pułk został przebazowany do Tomaszowa Mazowieckiego.
W kolejnych latach 6 Pułku Lotnictwa Szturmowego był kilkakrotnie przeformowywany i reorganizowany. Jego tradycje kontynuował między innymi 6 Pułk Lotnictwa Myśliwsko-Bombowego.

## Działania bojowe
25 kwietnia dwa klucze Ił-ów pod dowództwem nawigatora pułku mjr. A. Kapustina, osłaniane przez 10 samolotów Jak-9 z 9 plm, dokonało oblotu rejonu działań bojowych. Samoloty szturmowe atakowały zgrupowanie wojsk niemieckich w rejonie stacji kolejowej Bergsdorf. Zniszczono 7 wagonów z ładunkiem i około 10 samochodów. Jeden samolot Ił-2 został uszkodzony.
28 kwietnia pułk przebazował się na nowe lotnisko w Grünthal. W następnym dniu wykonał 26 lotów bojowych w rejon Protzen, Walchow, Fehrbellin i Friesack; zniszczył 30 samochodów i 10 przyczep, wywołał dwie eksplozje amunicji i paliw oraz spowodował pięć pożarów.
1 maja pułk operował w rejon Fehrbellin i Lentzke, gdzie zniszczył 4 czołgi, 50 samochodów i 3 składy amunicji i przebazował się na lotnisko Schwante, na zachód od Oranienburga. W następnym dniu załogi wykonały loty rozpoznawcze.
Działania 6 Pułku Lotnictwa Szturmowego w operacji berlińskiej zakończyły się 3 maja uderzeniami eskadr na wycofujące się oddziały niemieckie w okolicach Kuhlhausen i na południe od Jederitz, na zachodnim brzegu rzeki Haweli. W sumie w operacji berlińskiej pułk wykonał 134 loty bojowe, niszcząc i uszkadzając 14 czołgów, 135 samochodów, 40 przyczep, 19 wagonów kolejowych, 14 dział artyleryjskich, 23 działa przeciwlotnicze, 60 wozów trakcji konnej i 6 składów oraz raniąc i zabijając 350 żołnierzy.

## Obsada personalna pułku
- dowódca pułku – ppłk Eduard Wijk
- zastępca do spraw polityczno-wychowawczych – mjr W. Prokoszyn
- szef sztabu – mjr J. Krawców
- pomocnik dowódcy pułku do spraw strzelania powietrznego – kpt. Mikołaj Parszykow
- nawigator pułku – mjr A. Kapustin
- zastępca szefa sztabu do spraw operacyjno-taktycznych – kpt. Bakunienko